# Lee Hsien Loong
Lee Hsien Loong (en xinès tradicional: 李顯龍; en xinès simplificat: 李显龙; en pinyin: Lǐxiǎnlóng; Singapur, 10 de febrer de 1952) és el tercer i actual primer ministre de la ciutat estat de Singapur, i el fill gran de qui va ser el primer que va ocupar aquest mateix càrrec, en Lee Kuan Yew.
Lee és militar i va arribar a general de brigada abans de dedicar-se a la política. El 1984 fou elegit diputat i el 1987 va entrar al govern, on va ser ministre de Comerç i Indústria, ministre de Finances i viceprimer ministre, fins que el 2004 va esdevenir primer ministre. Els anys vuitanta i noranta va ser una figura clau de la transició a Singapur, després d'independitzar-se de Malàisia.
Lee Hsien Loong està casat amb Ho Ching, que és directora executiva i CEO de Temasek Holdings. Loong es considera el líder mundial més ben pagat amb un salari anual de 2,2 milions de  dòlars de Singapur.

## Biografia
Lee Hsien Loong és fill de l'advocada Kwa Geok Choo i del primer cap del govern de Singapur després de la independència, Lee Kuan Yew.
Lee va estudiar a l'Escola Primària de Nanyang i va rebre l'educació secundària en el Col·legi Catòlic de Singapur i després en el Col·legi Nacional Junior. Va estudiar matemàtiques al Trinity College, Cambridge, on es va graduar el 1974 com el primer de la seva classe en Matemàtiques i Diplomat en Ciències Computacionals a Cambridge (amb distinció). Posteriorment va obtenir un Màster en Administració Pública (MPA) a l'Escola de Govern John F. Kennedy de la Universitat Harvard el 1980.
Lee es va unir a les Forces Armades de Singapur (SAF) el 1971 i va ascendir ràpidament per tots els graus arribant a ser el més jove General de Brigada en la història de Singapur.

## Carrera política
Va entrar en política el 1984, sent elegit parlamentari per Teck Ghee SMC i fins a la seva dissolució el 1991 va representar Ang Mo Kio GRC.
Lee va servir en diferents càrrecs ministerials amb Goh abans de succeir-lo com a primer ministre el 2004. En els seus primers dos anys, el seu govern va promulgar setmanes de cinc dies de feina i estendre els dies de Permís per paternitat. La seva proposta per construir dos Integrated Resorts (IRs) a Singapur per augmentar els ingressos del turisme dirigits al desenvolupament de Marina Bay Sands i de Resorts World Sentosa. Seguint la Crisi financera global del 2007-2012, va supervisar la recuperació econòmica del país en dos anys. Les reformes polítiques el 2010 van legalitzar l'activisme en línia i va augmentar el nombre de representants no elegits de l'oposició (NCMPs) en el Parlament.
El seu govern va defensar les Taxes per Béns i serveis  (GST), esperant que el GST pugés del 7 al 9% el 2025. El 2019, el seu govern va introduir la polèmica Protection from Online Falsehoods and Manipulation Act, (POFMA) per combatre les Fake news. Aquell any, Lee va remodelar el seu gabinet i va promoure el seu esperat successor Heng Swee Keat a viceprimer ministre.
En política estrangera, la política del govern de Lee ha estat quedar neutral en una era de gran competència de poder entre la Xina i els Estats Units. Amb Lee, els governs xinesos i de Singapur han cooperat en projectes, amb el govern de Lee donant suport a la Iniciativa del Cinturó i Ruta de la Seda de la Xina com un dels seus més grans inversors. Alhora, Singapur té una relació de defensa propera amb els Estats Units, signant l'Acord de Marc Estratègic (SFA) el 2005 per cooperar en les amenaces terroristes i de ciberseguretat. El govern de Lee ha tingut tenses i complexes relacions amb Malàisia, particularment amb relació a subministrament d'aigua i reclamacions territorials, tot i que els països han acordat treballar en diverses projectes transfronterers, com el tren d'alta velocitat Kuala Lumpur–Singapur i el Sistema de transport ràpid Johor Bahru–Singapur.